# 小野寺誠一
小野寺 誠一（おのでら せいいち）は、日本の国土交通技官。茨城県土木部長、国土交通省大臣官房参事官、国際協力機構理事、国土交通省大臣官房海外プロジェクト審議官などを歴任。

## 人物・経歴
岩手県一関市出身。北海道大学工学部土木工学科卒業後、1988年建設省入省。
国土交通省道路局企画課課長補佐、土木研究所技術推進本部主任研究員などを経て、2006年国土交通省中部地方整備局静岡国道事務所長。2007年国土交通省中部地方整備局企画部企画調整官。
国土交通省総合政策局建設施工企画課企画専門官を経て、2011年茨城県土木部都市局長。2014年茨城県土木部長。
2013年国土交通省都市局都市政策課都市環境政策室長兼大深度地下利用企画室次長。2014年国土交通省道路局企画課国際室長。2015年国土交通省中部地方整備局道路部長。
2016年辞職、国際協力機構特命審議役。2017年国際協力機構インフラ技術業務部長。2019年国土交通省大臣官房参事官（グローバル戦略）。2022年辞職、国際協力機構理事（地球環境部、社会基盤部、インフラ技術業務部担当）。2023年国土交通省大臣官房海外プロジェクト審議官。2024年7月1日、辞職。